# Оскар Петтерссон
Оскар Ганс Петтерссон (швед. Oscar Hans Pettersson, нар. 1 лютого 2000, Стокгольм, Швеція) — шведський футболіст, вінгер «Гетеборга» та національної збірної Швеції.

## Ігрова кар'єра

### Клубна
Оскар Петтерссон є вихованцем столичних клубів. У 2016 році він приєднався до молодіжної команди «Юргордена». У січні 2019 року футболіст підписав з клубом контракт на два роки і вже в лютому дебютував в основі «Юргордена» у турнірі Кубка країни. Восени того року футболіст вперше зіграв у чемпіонаті Швеції і за результатами того сезону отримав титул чемпіона країни.
У вересні 2020 року Петтерссон на правах оренди до кінця сезону перейшов до столичного «Акрополіса», а новий сезон 2021 року підписав з цим клубом повноцінний контракт як вільний агент.
Сезон 2022 року Петтерссон розпочав уже як гравець іншого клубу зі Стокгольму - «Броммапойкарна», з яким в першому сезоні виграв турнір Супереттан і виборов право на підвищення до елітного дивізіону. Відігравши в клубі два сезони, у грудні 2023 року Петтерссон перейшов до «Гетеборга», уклавши з клубом трирічну угоду.

### Збірна
12 січня 2024 року в товариському матчі проти команди Естонії Оскар Петтерссон дебютував у складі національної збірної Швеції.

## Досягнення
«Юргорден»
- Чемпіон Швеції: 2019

«Броммапойкарна»
- Переможець Супереттан: 2022

«Гоу Егед Іглз»
- Володар Кубка Нідерландів: 2024–25[8]